# Edouard Bieswael
Edouard Bieswal of Bieswal (Veurne, 29 mei 1829 - Schaarbeek, 13 juni 1888) was een Belgisch volksvertegenwoordiger.

## Levensloop
Edouard Marie Henri Bieswal was van Noord-Franse origine. Zijn voorouders waren al sinds minstens het begin van de zestiende eeuw in het toen nog Vlaamse Belle gevestigd en hadden er allerhande bedieningen vervuld (o.a. vrederechter, schepen en burgemeester). 
De vader van Edouard, Joseph Bieswal (1792-1865), getrouwd met Thérèse Becqué (1798-1867) kwam zich in Veurne vestigen, waar hij een baksteenfabriek uitbaatte en ook raadslid van de stad werd.
Edouard Bieswal en zijn broer Leopold vroegen en verkregen pas op 11 maart 1853 de grote naturalisatie tot Belg. Hij trouwde in 1857 in Bailleul met Odile Bricourt (1838-1920) en werd voortaan gewoonlijk Bieswal-Bricourt genoemd, om hem te onderscheiden van zijn broer Leopold Bieswal (1831-1922), genaamd Bieswal-Bril (hij was getrouwd met Celinie Bril), die eveneens politiek actief was.
Edouard Bieswal werd in 1864 verkozen tot liberaal provincieraadslid voor het kanton Roesbrugge-Haringe. 
In juni 1868 werd hij verkozen tot volksvertegenwoordiger, wat hij slechts bleef tot aan de verkiezingen van 1870. Zodra gekozen, vestigde hij zich in Schaarbeek, waar hij ondervoorzitter werd van de Liberale Associatie. 
In tegenstelling tot zijn broer Leopold, die zich bij de katholieke partij aansloot, was Edouard liberaal, behorende tot de radicale fractie van de partij, en vrijmetselaar.
Hij werd koning of voorzitter van de Veurnse schuttersgilde Sint-Sebastiaan en was kapitein van de Koninklijke Harmonie Sint-Cecilia.